# 油溪镇 (重庆市)
油溪镇，是中华人民共和国重庆市江津区下辖的一个乡镇级行政单位。地处江津区西北部，东望龙华镇，南靠白沙镇，西邻石门镇、永川区临江镇，北倚吴滩镇、德感街道，距江津区人民政府驻地18千米，区域总面积153.27平方千米。

## 建制沿革
周慎靓王五年（前316年），油溪镇境域属江州县。
三国蜀汉章武年间（221—223年），分江州县设乐城县，县治今油溪镇。
南北朝西魏时（535—556年），油溪镇境域属之江阳县。
隋开皇十八年（598年），油溪镇境域属江津县。
北宋时，境域属江津石羊镇。
明代，属思善乡。
清初，属思善里。
民国二十六年（1937年），设油溪联保，属江津县第四区。民国二十七年（1938年），改油溪联保为油溪镇。
1958年9月，改设油溪公社。
1961年12月，油溪公社改为油溪镇。
1993年12月，店子乡并入油溪镇。

## 行政区划
油溪镇下辖以下地区：
明月社区、金刚社区、三圣社区、吴市社区、丹凤社区、联合村、大坡村、盘古村、石羊村、华龙村、桥头村、蜂岗村、六合村和万团村。